# Karl Georg Leonhard Hollensteiner

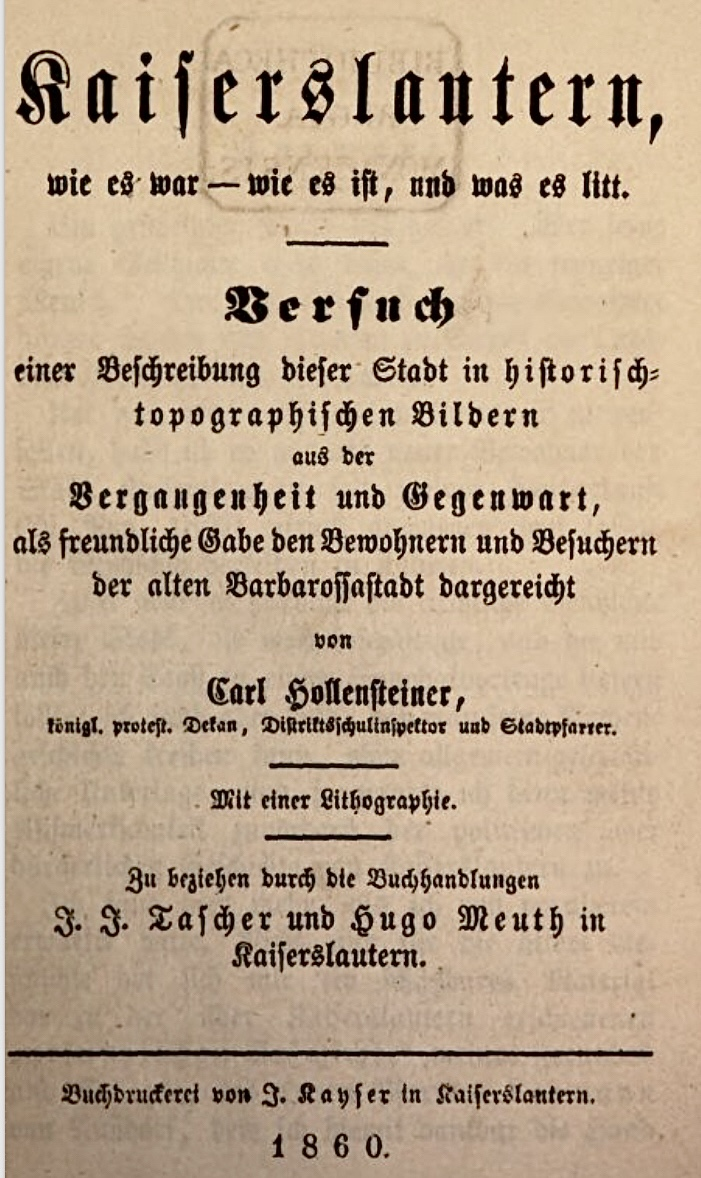
Titelblatt eines Buches von Hollensteiner

Karl Georg Leonhard Hollensteiner (* 5. August 1810 in Gülchsheim; † 21. Februar 1871 in Kaiserslautern) war ein deutscher evangelischer Pfarrer, Lehrer und Buchautor.

## Biografie
Er wurde als Sohn des Lehrers Johann Michael Hollensteiner und dessen Frau Anna Margaretha geb. Weigand geboren.
Karl Georg Leonhard Hollensteiner besuchte das 
Gymnasium Ansbach und studierte von 1829 bis 1833 Theologie in Erlangen. 1836 wurde er Pfarrvikar in Frankenthal (Pfalz), 1837 bis 1842 wirkte er als Lehrer am Progymnasium Grünstadt, ab 1842 amtierte er als Pfarrer von Winnweiler, von 1859 bis zu seinem Tod als Pfarrer und Dekan in Kaiserslautern.
Neben seiner beruflichen Tätigkeit verfasste Hollensteiner mehrere Bücher. Das bekannteste ist Kaiserslautern: Wie es war, wie es ist und was es litt (1860), das 2017 auch im Nachdruck erschien. Ein weiteres Werk ist eine Biografie des Industriellen Ludwig von Gienanth (1852).
Karl Georg Leonhard Hollensteiner ehelichte Kunigunde geb. Dannhauser. Ihr gemeinsamer Sohn war der Propst Karl Michael Ludwig Hollensteiner (1840–1917). Die Tochter Elisabeth war verheiratet mit dem Mediziner Karl Joseph Eberth.